# Sant'Angelo Le Fratte
Sant'Angelo Le Fratte è un comune italiano di 1 310 abitanti della provincia di Potenza in Basilicata. 

## Geografia fisica

### Territorio
Il comune confina con i comuni di Brienza, Caggiano (SA), Polla (SA), Satriano di Lucania, Savoia di Lucania e Tito.
- Classificazione sismica: zona 1 (sismicità alta), Ordinanza PCM. 3274 del 20/03/2003

### Clima
La stazione meteorologica più vicina è quella di Picerno. Secondo i dati medi del trentennio 1961-1990, la temperatura media del mese più freddo, gennaio, si attesta a +3,5 °C, mentre quella del mese più caldo, agosto, è di +21,9 °C.
Le precipitazioni medie annue si aggirano sui 650 mm, distribuite mediamente in 90 giorni, con un picco tra l'autunno e l'inverno ed un minimo estivo.
| PICERNO                            | Mesi | Mesi | Mesi | Mesi | Mesi | Mesi | Mesi | Mesi | Mesi | Mesi | Mesi | Mesi | Stagioni | Stagioni | Stagioni | Stagioni | Anno |
| PICERNO                            | Gen  | Feb  | Mar  | Apr  | Mag  | Giu  | Lug  | Ago  | Set  | Ott  | Nov  | Dic  | Inv      | Pri      | Est      | Aut      | Anno |
| ---------------------------------- | ---- | ---- | ---- | ---- | ---- | ---- | ---- | ---- | ---- | ---- | ---- | ---- | -------- | -------- | -------- | -------- | ---- |
| T. max. media (°C)                 | 6,4  | 7,6  | 10,3 | 14,3 | 19,0 | 23,4 | 26,9 | 27,1 | 22,7 | 17,3 | 11,8 | 8,3  | 7,4      | 14,5     | 25,8     | 17,3     | 16,3 |
| T. min. media (°C)                 | 0,7  | 1,2  | 3,1  | 6,3  | 9,9  | 13,9 | 16,4 | 16,7 | 13,7 | 9,8  | 5,6  | 2,7  | 1,5      | 6,4      | 15,7     | 9,7      | 8,3  |
| Precipitazioni (mm)                | 78   | 42   | 58   | 62   | 40   | 35   | 20   | 21   | 37   | 60   | 93   | 106  | 226      | 160      | 76       | 190      | 652  |
| Giorni di pioggia                  | 10   | 7    | 9    | 8    | 6    | 6    | 3    | 2    | 5    | 8    | 12   | 14   | 31       | 23       | 11       | 25       | 90   |
| Eliofania assoluta (ore al giorno) | 2,8  | 3,9  | 4,0  | 5,2  | 7,3  | 8,4  | 9,7  | 9,1  | 6,6  | 5,5  | 3,8  | 3,0  | 3,2      | 5,5      | 9,1      | 5,3      | 5,8  |

- Classificazione climatica: zona D, 1927 GG

## Storia
Dal 1430 al 1818 il paese è stato sede temporanea della diocesi di Satriano.
Colpito e danneggiato gravemente nel 1980 dal terremoto dell'Irpinia, oggi Sant'Angelo Le Fratte è ritornato al suo antico splendore.

### Simboli
Lo stemma comunale è composto da uno scudo di colore azzurro, con al centro l'effigie di san Michele Arcangelo in veste bianca impugnante una spada, sovrastante il demonio. Il gonfalone è un drappo di azzurro.

## Monumenti e luoghi d'interesse
- Palazzo Galasso, sede municipale
- Villa Giacchetti (XVIII secolo)
- Chiesa Madre del Sacro Cuore e San Michele Arcangelo (XVII secolo), denominata come Santa Maria Maggiore, poi Santa Maria ad Nives, durante il periodo vescovile ha svolto le funzioni di cattedrale temporanea della diocesi di Satriano. Conserva al suo interno diverse opere d'arte fra cui la Madonna del Rosario e la Natività, due dipinti attribuiti a Giovanni De Gregorio
- Chiesa dell'Annunziata
- Cappella del Carmine (1858)
- Cappella di Santa Maria
- Cappella della Madonna di Viggiano
- Eremo francescano
- Murales
- Cantine

## Società

### Evoluzione demografica
Abitanti censiti

### Etnie e minoranze straniere
Al 31 dicembre 2010 a Sant'Angelo Le Fratte risultano residenti 48 cittadini stranieri. Le nazionalità principali sono:
| Paese di nascita | Maschi | Femmine | Totale (2010) |
| ---------------- | ------ | ------- | ------------- |
| Romania          | 16     | 15      | 31            |
| TOTALE           | 24     | 24      | 48            |

Al 31 dicembre 2012 risultano residenti, con un decremento del 16,7% rispetto al 2010, un totale di 40 cittadini stranieri.

### Religione
La maggioranza della popolazione è di religione cristiana di rito cattolico; il comune appartiene all'arcidiocesi di Potenza-Muro Lucano-Marsico Nuovo, con una parrocchia.

## Cultura

### Eventi
- 1º maggio: festa in onore di san Giuseppe Lavoratore
- 8 maggio: festeggiamenti in onore di san Michele Arcangelo
- 13 giugno: festa in onore di sant'Antonio di Padova
- 2 luglio: festa in onore della Madonna delle Grazie
- 12-13-14-15 agosto: Cantine aperte
- 28 settembre: festa in onore della Madonna di Viggiano
- 29 settembre: festeggiamenti in onore di san Michele Arcangelo
- 13 dicembre: festa in onore di santa Lucia vergine e martire

## Geografia antropica

### Frazioni
Lo statuto comunale di Sant'Angelo Le Fratte non menziona alcuna frazione. In base al 14º Censimento Generale della Popolazione e delle Abitazioni, le località abitate, oltre al paese sono:
- Isca, 191 abitanti, 480 m s.l.m..
- Farisi, 110 abitanti, 600 m s.l.m..
- Santa Maria Fellana, 80 abitanti, 580 m s.l.m..
- Fratte, 55 abitanti, 500 m s.l.m..

## Economia

### Artigianato
Tra le attività più tradizionali e rinomate vi sono quelle artigianali, legate alla cultura contadina e pastorale. Queste attività, ben lungi dallo scomparire stanno invece rifiorendo, e si distinguono per la lavorazione del rame.

## Infrastrutture e trasporti

### Strade
- Strada Provinciale 12 Vietrese
- Strada Provinciale 145 Isca-Pantanelle
- Strada Statale 95 di Brienza

## Amministrazione

### Altre informazioni amministrative
Il comune fa parte della Comunità montana Melandro